# Isla Santa Cruz, Mexiko
Isla Santa Cruz är en ö i Mexiko. Ön är obebodd och tillhör Loreto kommun i delstaten Baja California Sur, i den västra delen av landet. Arean är 13 kvadratkilometer.

## Biologi
Sex olika reptiler lever på Isla Santa Cruz. Dessa är crotalus atrox, lampropeltis californiae, phyllodactylus nocticolus, leptotyphlops humilis, sauromalus ater och den endemiska arten sceloporus angustus.